# Primeira Intifada
A Primeira Intifada, também chamada guerra das pedras, foi uma manifestação espontânea da população palestina contra a ocupação israelense, iniciada em 9 de dezembro de 1987. O termo surgiu após o levante espontâneo que rebentou em 1987, no campo de refugiados de Jabaliyah, no extremo norte da Faixa de Gaza, com a população civil palestina atirando paus e pedras contra os militares israelenses.
O movimento atingiu seu ápice em fevereiro do mesmo ano, quando um fotógrafo israelense publicou imagens que mostravam soldados israelenses "molestando violentamente" os palestinos, o que suscitou a indignação da opinião pública. Violentos combates, atentados e repressão de protestos deixou um saldo de centenas de mortos. Altos danos a infraestrutura dos territórios palestinos ocupados foram reportados. A revolta só terminou no final de 1993, por ocasião da assinatura dos Acordos de Oslo.
Intifada, em árabe, significa tremer ou calafrios de medo ou doença, também significa um despertar abrupto, ou súbito, de um sonho ou inconsciência. Politicamente, a palavra simboliza o levante palestino contra a ocupação de Israel.